# يي كانغ
يي كانغ (هانغل: 의친왕) هو سياسي كوري جنوبي، ولد في 30 مارس 1877 في سول في كوريا الجنوبية، وتوفي بنفس المكان في 15 أغسطس 1955 بسبب مرض.